# Pierre Le Brun
Pierre Le Brun (auch Pierre Lebrun; * 11. Juni 1661 in Brignoles; † 6. Januar 1729 in Paris) war ein französischer römisch-katholischer Geistlicher, Oratorianer und Autor.

## Leben und Werk
Pierre Le Brun wurde 1678 als Oratorianer eingekleidet. Als Schüler von Malebranche unterrichtete er Philosophie und Théologie in Toulon, Grenoble und, auf Initiative von Kardinal Étienne Le Camus (1632–1707), am Seminar Saint-Magloire in Paris. In seinen wissenschaftlich untermauerten Werken verteidigte er die römisch-katholische Religion sowohl gegen den Laxismus seiner Zeit wie auch gegen das Überhandnehmen des Aberglaubens. Theater und Christentum schienen ihm unvereinbar. Sein ausführlicher historisch-wissenschaftlicher Kommentar der Messe (den er auf Drängen von Jean-Paul Bignon verfasste) wurde 1949 noch einmal aufgelegt und gewann im Kontext der Messreform des Zweiten Vatikanischen Konzils neuerliches Interesse.

## Werke
- Lettres qui découvrent l’illusion des philosophes sur la baguette, et qui détruisent leurs systèmes. J. Boudot, Paris 1693.
- Discours sur la comédie, où l’on voit la réponse au théologien qui la déffend, avec l’histoire du théâtre et les sentiments des docteurs de l’Église depuis le premier siècle jusqu’à présent. L. Guérin et J. Boudot, Paris 1694. 2. vermehrte Auflage, 1731.
- Histoire critique des pratiques superstitieuses qui ont séduit les peuples & embarrassé les sçavans. Avec la méthode et les principes pour discerner les effets naturels d’avec ceux qui ne le sont pas. G. Behourt, Rouen 1702. Delaulne, Paris 1732–1737.
- Explication littérale, historique et dogmatique des prières et des cérémonies de la messe suivant les anciens auteurs... avec des dissertations et des notes sur les endroits difficiles et sur l’origine des rites. 4 Bde. F. Delaulne, Paris 1716–1726. Cerf, Paris 1949. Gregg, Westmead 1970.
  - (Teilpublikation) Explication des prières et des cérémonies de la messe suivant les anciens auteurs et les monuments de toutes les églises du monde chrétien. Bléré 1976.
- Défense de l’ancien sentiment sur la forme de la consécration de l’Eucharistie, ou Réponse à la réfutation publiée par le R. P. Bougeant,... contre un article des «Dissertations sur les liturgies». F. Delaulne, Paris 1727.
- Superstitions anciennes et modernes. Prejugés vulgaires qui ont induit les peuples à des usages & à des pratiques contraires à la religion. J. F. Bernard, Amsterdam 1733–1736.